# Аулии
Аулии (лат. Laniocera) — род воробьиных птиц семейства титировых (Tityridae).

## Биология
Строят открытые чашеобразные или блюдцеобразные гнёзда. Яйца тёмно-жёлтого или оливкового цвета с тёмно-коричневыми, светло-коричневое или пепельно-фиолетовыми пятнами.

## Этимология
Родовое название Laniocera образовано от двух слов: латинского Lanius — научного названия рода сорокопутов и греческого κεράς (keras) — рог (клюв).

## Классификация
Международный союз орнитологов относит к роду 2 вида:
- Laniocera hypopyrra (Vieillot, 1817) — Серая аулия
- Laniocera rufescens (P. L. Sclater, 1858) — Рыжеватая аулия

## Распространение
Представители рода встречаются в Центральной и Южной Америке.

## Охранный статус
Оба вида включены в список угрожаемых видов Международного союза охраны природы как виды «Вызывающие наименьшие опасения».